# Sohyang
Kim So-hyang (Hangul: 김소향; Hanja: 金昭享; Hán-Việt: Kim Chiêu Hưởng; sinh ngày 5 tháng 4 năm 1978 tại Jeollanam-do, Gwangju, Hàn Quốc), là một nữ ca sĩ người Hàn Quốc. Với quãng giọng rộng và được xem là hiếm có, nhất là đối với người châu Á, cộng với kĩ thuật thanh nhạc xuất sắc, khả năng xử lý bài hát vô cùng thuần thục, điêu luyện lẫn sức sáng tạo trong âm nhạc, nên Sohyang được công nhận là một trong những ca sĩ có kĩ thuật hàng đầu trong nền âm nhạc của Hàn Quốc nói riêng và trong khu vực nói chung. Ở Hàn Quốc, ngoài "diva" ra thì cô còn hay thường được giới thiệu là "Mariah Carey của Hàn Quốc". Thậm chí ở Việt Nam, cô còn được báo chí nơi đây ưu ái gọi bằng cái tên mỹ miều là "Báu vật Hàn Quốc". 
So Hyang được các nhà chuyên môn về lĩnh vực ca hát nói chung và phần đông khán giả nói riêng nhìn nhận như là một trong những ca sĩ hát tốt nhất châu Á và là một tài năng âm nhạc trên thế giới. Trong chương trình Begin Again, nam ca sĩ Henry Lau đã nói về Sohyang như sau: "Có người như vốn dĩ đã là như thế, được sinh ra như thể là để ca hát vậy đấy!".

## Tiểu sử
Sohyang tốt nghiệp khoa Văn học Pháp của trường Đại học Kyunghee. Cô xuất hiện trên sân khấu lần đầu vào năm 1996 với bài hát "선생님" (MR.), được phát hành trên Naver Music. Mặc dù có một sự nghiệp dài tại Hàn Quốc, cô chỉ đột phá lên tầm quốc tế trong năm 2014, khi cô hát quốc ca Mỹ tại một trận đấu của giải bóng rổ NBA.
Sohyang đạt được danh tiếng cũng như sự công nhận rộng rãi khi cô là một trong những nghệ sĩ hiếm hoi giành chiến thắng 2 lần trên chương trình "Songs Immortal 2", với bài hát "Lean on Me" và "Bridge Over Troubled Water". Đây là hai màn trình diễn tiêu biểu trong sự nghiệp của cô vì đã "khoe" được hầu hết các thế mạnh mang tính đặc trưng trong kĩ thuật và giọng hát của mình.
Cô sau đó được Micheal Bolton mời tham gia vào concert của ông và song ca với Kirk Franklin.
Cô cũng tham gia trong chương trình "I Am a Singer" mùa thứ 2 năm 2012 và giành vị trí á quân. Sau những màn thể hiện kinh ngạc của mình xuyên suốt cuộc thi đã khiến cái tên Sohyang trở thành đề tài tìm kiếm nổi bật vào thời điểm đó.

## Sự nghiệp
Năm 1996, vào một ngày nọ, nhà truyền đạo Jo Hwan Gon đã vô tình nghe thấy giọng hát của Sohyang khi chị đang tập hát. Jo Hwan Gon mời chị thu âm ca khúc 선생님 (Tạm dịch: Teacher) cho album của ông và đó cũng chính là bài hát đầu tiên trong sự nghiệp của chị. 
Sohyang tham gia vào đoàn truyền đạo của Jo Hwan Gon và đi biểu diễn truyền đạo, nhạc kịch... tại các nhà thờ trong suốt 1 năm. Khi đó, chị đã quen biết với ban nhạc POS và được mời vào nhóm với vị trí hát chính. POS (tiếng Hy Lạp là ‘Ánh sáng’) là một ban nhạc truyền đạo, bao gồm 4 thành viên là anh em trong cùng một gia đình.
Sohyang bắt đầu sự nghiệp ca nhạc chuyên nghiệp của mình khá trễ nhưng với chất giọng "siêu khủng" và "không phải của con người", cô nhanh chóng nhận được sự chú ý của giới chuyên môn lẫn khán giả. Tuy không phải là một biểu tượng của làn sóng Hallyu vì không phải là một idol (thần tượng trong một nhóm nhạc trẻ) nhưng cô được xem là một trong những tài năng hiếm có từ trước đến nay của Hàn Quốc.
Sohyang đã thử sức mình với hầu hết tất cả các thể loại nhạc, từ Gospel cho đến Pop, Ballad, R&B, Rock, Rap... xuyên suốt sự nghiệp ca hát của mình cho đến thời điểm hiện tại.
Ngoài khả năng ca hát, Sohyang còn tham gia sáng tác nhạc và viết sách. Một số đầu sách đã xuất bản của Sohyang cho đến nay:  
크리스털 캐슬 1 (Crystal Castle 1) xuất bản năm 2013. 
크리스털 캐슬 2 (Crystal Castle 2) xuất bản năm 2014.  
아낙사이온 (Anaxion) xuất bản năm 2016 dưới dạng e-book.  
사랑, 그 완벽한 알고리즘 (tạm dịch: About LOVE, The Perfect Algorithm) xuất bản năm 2019. 
Maranatha: Stories of Seven Churches (Volume 1) xuất bản năm 2020. 
Maranatha: Stories of Seven Churches (Volume 2) xuất bản năm 2021. 

## Đời tư
Cô kết hôn cùng tay trống của nhóm POS là Kim Hee Jun vào năm 20 tuổi (1998).
Sau khi kết hôn được 3 tháng, Sohyang cảm thấy đau dữ dội ở bụng và sau đó đã phát hiện ra mình bị ung thư tử cung. Với sự giúp đỡ của gia đình nhà chồng, Sohyang đã tiến hành phẫu thuật cắt bỏ đi buồng trứng. Tuy khỏi bệnh và sống sót do phát hiện sớm nhưng chị không thể có con được nữa, sức khỏe vì vậy cũng trở nên yếu hơn và đến nay, mỗi ngày chị đều phải dùng đến thuốc.
Sau đó, Sohyang tiếp tục cùng POS đi biểu diễn truyền đạo và làm từ thiện ở khắp nơi trên thế giới. Trong lần đầu tiên đến Mỹ biểu diễn, Sohyang đã gặp và được học với Seth Riggs, một giáo sư thanh nhạc (vocal coach) nổi tiếng, ông là người biên soạn ra phương pháp thanh nhạc "Speech Level Singing" và cũng là thầy của rất nhiều nghệ sĩ lớn trên thế giới, có thể kể đến những tên tuổi lão làng như Michael Jackson, Stevie Wonder, Barbra Streisand, Madonna, Michael Bolton, Ray Charles... Tại đây, Seth Riggs đã hoàn toàn kinh ngạc trước giọng hát của Sohyang. Ông cho rằng Sohyang là “Người châu Á duy nhất có thể vượt qua bức tường thành của các ca sĩ Mỹ”. Seth Riggs đã có ý định giữ Sohyang lại và giới thiệu những nhà sản xuất nổi tiếng để hợp tác nhưng Sohyang đã từ chối vì cô không muốn nổi tiếng mà chỉ muốn đi hát truyền đạo ở các nhà thờ.
Sohyang tiếp tục hoạt động âm nhạc cùng với ban nhạc gia đình POS cho đến khoảng năm 2008, những người em chồng của Sohyang sang Mỹ định cư. Jihye mở một phòng nha tại Mỹ, Jinjoo hiện đang là tay guitar của rock band DNCE, ban nhạc của Joe Jonas, cựu thành viên Jonas Brothers, chồng Sohyang tập trung sản xuất âm nhạc, còn Sohyang tiếp tục đi hát ở các nhà thờ.
Bản thân Sohyang không chú trọng việc phát hành ca khúc của riêng mình hay tham vọng được nổi tiếng, mà mục đích ca hát của chị là để “xoa diụ đi nỗi đau của những con người khốn khổ”. Kể từ năm 2012, Sohyang bắt đầu được khán giả trong nước biết đến nhiều hơn sau khi hát Quốc ca tại giải đấu bóng chày chuyên nghiệp All Stars và tham gia những chương trình như STAR KING, I am a singer... và đạt được những thành tích đáng kể đưa tên tuổi cô phủ sóng khắp Hàn Quốc.

## Phong cách nghệ thuật

### Giọng hát
- Loại giọng: Light lirico Soprano (Nữ cao trữ tình sáng mảnh)
- Quãng giọng: D3 ~ C#6 ~ A6 (3 quãng tám, 3 note và 1 bán âm)
- Quãng hát hỗ trợ: G3/G#3 ~ Bb5/B5 ~ D6
- Quãng hỗ trợ thời prime : G#3/A3 ~ B5/C6 ~ D6
- Quãng hỗ trợ (at best) : F3 ~ C6 ~ Eb6
- Note belting cao nhất: Bb5

So Hyang không thật sự theo đuổi con đường ca hát chuyên nghiệp. Tuy nhiên với phần thể hiện xuất sắc trong Immortal Songs với bài hát Lean on me, cô đã được Michael Bolton đánh giá rất cao. Trong chương trình Immortal Songs, tập đặc biệt phát sóng ngày 8 tháng 11 năm 2014, với chủ đề "Những bài hát của Michael Bolton", So Hyang là một trong hai người duy nhất làm Michael Bolton phải đứng dậy vỗ tay trong ngày hôm đó. Lúc nhận xét, ông vừa vỗ tay vừa lắc đầu cười tán dương và dành những tính từ như "spectacular", "virtuosity" cho màn trình diễn tuyệt vời của cô. Không lâu sau đó, So Hyang đã được mời đi hát trong tour diễn quốc tế của ông.

## Những bài đã hát tại I am a singer và thứ hạng (2012):
| Vòng đấu                               | Tên bài hát                           | Bản gốc              | Thứ hạng               |
| Vòng loại tháng 7 nhóm B               | I Have Nothing                        | Whitney Houston      | Hạng 1                 |
| Vòng đấu tháng 7                       | 꽃밭에서 / In The Flower Garden       | Jung Hoon Hee        | Hạng 3/4               |
| Vòng loại tháng 8 nhóm A               | 하늘을 달리다 / Running To The Sky    | Lee Juk              | Hạng 1                 |
| Vòng đấu tháng 8                       | Never Ending Story                    | Boohwal              | Hạng 1 - Ca sĩ tháng 8 |
| Vòng đấu tháng 9                       | Beauty And The Beast                  | Céline Dion          | Special stage          |
| Khai mạc vòng đấu tranh ngôi quán quân | 꿈 / Dream                            | POS                  | Hạng 2                 |
| Tuần 1                                 | 그대는 어디에 / Where Are You         | Im Jae Bum           | Hạng 2                 |
| Tuần 2                                 | 살다가 / As I live                    | SG Wannabe           | Hạng 2                 |
| Tuần 3                                 | 나 항상 그대를 / I Always Miss You    | Lee Sun Hee          |                        |
| Tuần 4                                 | 천일동안 / For Thousands Days         | Lee Seung Hwan       | Hạng 2                 |
| Tuần 4                                 | 인연 / Fate                           | Lee Sun Hee          | Hạng 1                 |
| Tuần 5                                 | O Holy Night                          | Adolphe Charles Adam | Hạng 2                 |
| Tuần 5                                 | 그것만이 내 세상 / It's Only My World | Deul Guk Hwa         | Hạng 3 - Bị loại       |

## Những bài đã hát tại Immortal songs và thứ hạng
| Chủ đề                                           | Tên bài hát                | Bản gốc           | Kết quả | Điểm số |
| Michael Bolton Special                           | Lean On Me                 | Michael Bolton    | Thắng   | 442     |
| Dân ca                                           | 홀로아리랑 / Arirang Alone | Seo Yoo Suk       | Thua    | 411     |
| Những bài hát tiếng Anh được người Hàn yêu thích | Bridge over Troubled Water | Simon & Garfunkel | Thắng   | 416     |
| Big Match                                        | 여러분 / Everyone          | Yoon Bok Hee      | Thua    |         |
| Tình bạn                                         | 어른 아이 / Childish Adult | Gummy             | Thua    |         |
| Shane Filan Special                              | You Raise Me Up            | Westlife          | Thua    | 414     |

## Các bản thu/ Ca khúc

### Album chính thức / không chính thức
- 《Album Sohyang (POS)》
  1. 주 날개 아래
  2. 속삭임
  3. I Swear
  4. 그를 사랑해
  5. 주가 널 지키시는 건
  6. 이해
  7. 주의 광야로
  8. 진짜야
  9. 빛 / Light
  10. 천성을 향해 가는 성도들아
- 《Album thứ 2: Letter To The Sky》
  1. 피난처
  2. Letter To The Sky
  3. Calling
  4. 반석위에 / Upon This rock
  5. 예수 사랑하심은 / Jesus Loves me
  6. Hold on
  7. 눈물 / Tears
  8. 고백
  9. 전하리
  10. 맹세
  11. 사랑의 선물
  12. 기다림
  13. 그리움
  14. O Holy Night
  15. 피난처 (Intstrumental)
- 《Album thứ 3: Butterfly (2004)》
  1. 나비 / Butterfly
  2. 날개 / Wings
  3. 열방의 소망
  4. 주님 다시 오실 때까지 Until The Lord Returns
  5. 천국에서 그댈
  6. Light
  7. 장미 / Rose
  8. 널 사랑하는 걸 That I Love You
  9. Heaven
  10. I'm Always With You
  11. 난 널
  12. 나비 / Butterfly (Instrumental)
  13. 열방의 소망 (Instrumental)
- 《Album thứ 4: Dream (2007)》
  1. 무지개 / Rainbow
  2. 꿈 / Dream
  3. 하늘을 봐요 / Look At The Sky
  4. 할렐루야 / Hallelujah
  5. 사랑할께요 / I Will Love You
  6. 기다리고
  7. 사랑하고 아파하고
  8. YOU
  9. 그대있는 곳에
  10. You Raise Me Up
  11. 호세아
  12. 꿈 / Dream (Inst.)
  13. 할렐루야 / Hallelujah (Inst.)
- 《Album thứ 5: Story (2009)》
  1. 내 하나님 (시편 139편)
  2. 영원한 친구 / Forever Friend
  3. 가시나무 / Gramble
  4. Stay With Me
  5. 너무 멀리 왔나요이야기
  6. 그대 있는 곳 까지
  7. Good Enough
  8. Grown Up
  9. 그리워
  10. Emmanuel
  11. Story
  12. Miss You Now
  13. Dream
- 《DIVA PROJECT (2011)》
  1. Mermaid (R&B Ver.)
  2. Mermaid (Tech Ver.)
  3. Mermaid (Lena Park Ver.)
  4. Mermaid (Lee Young Hyun Ver.)
  5. Mermaid (Sohyang Ver.)
  6. Mermaid (Instrumental)
- 《POS 15th Anniversary Album (2012)》
  1. 햇살이 입맞춤 하던날 / The Day When Sunshine Kissed Me
  2. 하늘을 날아 / Fly To The Sky
  3. 바보처럼.. 행복해요 / Happy Like a Fool
  4. 햇살이 입맞춤 하던날 / The Day When Sunshine Kissed Me (Instrumental)
  5. 하늘을 날아 / Fly To The Sky (Instrumental)
  6. 바보처럼.. 행복해요 / Happy Like a Fool (Instrumental)
- 《사랑한다 널 사랑한다 (2012)》
  1. 사랑한다 널 사랑한다 (Feat. Haha)
  2. 늘 하고 싶은 말 / The Word I Always Want To Say
  3. 사랑한다 널 사랑한다 (Instrumental)
  4. 늘 하고 싶은 말 / The Word I Always Want To Say (Instrumental)
- 《Horse Doctor OST Part 1 - 오직 단 하나/ The Only One (2012)》
  1. 오직 단 하나 / The Only One (Feat. Ahn Eun Kyung)
- 《15주년 기념 (POS) 꿈. 기억을 걷다(나 그대와) (2012)》
  1. 햇살이 입맞춤 하던 날 / The Day When Sunshine Kissed Me
  2. 하늘을 날아 / Fly To The Sky
  3. 나 그대와 (Upon This Rock Korean Ver.) (꿈. 기억을 걷다)
  4. 사랑한다 널 사랑한다 (Feat. 하하)
  5. Jesus (Korean Ver.)
  6. 바보처럼.. 행복해요 / Happy Like a Fool
  7. 늘 하고 싶은 말 / The Word I Always Want To Say
  8. 영원한 사랑 / Eternal Love
  9. Jesus (English Ver.)
  10. Upon This Rock (English Ver.)
  11. 널 사랑하는걸 / That I Love You
  12. You Raise Me Up
  13. 그대 있는 곳 까지 / To The Place Where You Are
  14. 가시 나무 / Gramble
  15. Oh Holy Night
- 《Single 'Brand New' (2013)》
  1. Someday
- 《Single 'Fall In All In' (2014)》
  1. 어떻게 내게 (Feat. 양동근, 도끼)
- 《Single 집으로 가는 길 (2016)》
- 《Home - 최강 배달꾼 (Strongest Deliveryman) OST (2017)》
- 《바람의 노래 (Wind Song) - 고백부부 (Go Back Couple) OST (2017)》
- 《언젠가 떠날거야 (How Far I’ll Go) -  Moana Original Song (Korean Version) (2017)》
- 《Single 너의 노래 'The Song Begins' (2018)》
  1. The Song Begins (feat. Jinjoo.L of DNCE) (Music video: https://www.youtube.com/watch?v=SaCiGNU9lso)
- 《눈을 감아 (Closing My Eyes) - 시간 (The Time) OST (2018)》
- 《사랑합니다 (I Love You) - 하나뿐인 내편 (My Only One) OST (2018)》
- 《가슴만 알죠 (Only My Heart Knows) - 사의 찬미 (He Hymn of Death) OST (2018)》
- 《마지막 약속 (The Last Promise) - 신과의 약속 (A Pledge to God) OST (2018)》
- 《Starlight -  퍼퓸 (Perfume) OST (2019)》
- 《길 (Path) -  사랑은 뷰티풀 인생은 원더풀 (Love is Beautiful, Life is Wonderful) OST (2019)》
- 《하늘바라기 (Hopefully Sky) -  하이바이, 마마! (Hi Bye Mama!) OST (2020)》
- 《Single '회로 (On My Way Back)' (2020)》
  1. 회로 (On My Way Back) 알리 (ALi) & 소향 (Sohyang) (Music video:https://www.youtube.com/watch?v=WggXZ8Zt9tE)
- 《Single 'Stay' (2020)》
  1. Stay (Music video: https://www.youtube.com/watch?v=BxUBQLu75jo)
- 《ONCE - 내가 가장 예뻤을 때 (When I Was Most Beautiful) OST (2020)》
- 《잊었니 - 오! 삼광빌라! (Homemade Love Story) OST (2020)》
- 《Hello - 18 어게인 (18 Again ) OST (2021)》
- 《Single 'We Are One' (2021 P4G Seoul Summit Campaign Song) (2021)》
  1. We Are One (https://www.youtube.com/watch?v=hL-KR5FRaYY)

## Phim đã tham gia
- Phim Mã Y (Horse Doctor): Đóng vai diễn khách mời (Cameo) và hát nhạc trong phim
- Phim IRIS 2 Part 3.5: Tham gia hát nhạc phim với ca khúc 잊지말아요 (Don't Forget Me) [5]

| Năm  | Kênh | Chương trình                                              |
| 2000 | KBS  | Xuất hiện lần đầu trên Open Concert                       |
| 2010 | SBS  | Xuất hiện lần đầu trên Star King                          |
| 2012 | MBC  | Làm giám khảo khách mời cho The Great Birth 3             |
| 2012 | MBC  | Tham gia I am a singer 2                                  |
| 2013 | MBC  | Đóng vai cameo trong phim Mã Y                            |
| 2013 | JTBC | Miracle Korea                                             |
| 2014 | KBS  | Immortal songs 2, Michael Bolton Episode                  |
| 2015 | SBS  | Star King 400th Episode                                   |
| 2015 | KBS  | Immortal Songs 2, Folk songs Episode                      |
| 2015 | KBS  | Immortal Songs 2, English songs that Korean love Episode  |
| 2015 | MBC  | DMC Festival - I am a Singer Legend                       |
| 2015 | JTBC | Hidden Singer 4, Im Jae Bum Episode                       |
| 2015 | KBS  | Immortal Songs 2, The big match Episode                   |
| 2016 | KBS  | Immortal Songs 2, Friend Episode                          |
| 2017 | MBC  | King of Mask Singer                                       |
| 2017 | MBC  | Nhận giải Special Music tại MBC Entertainment Awards 2017 |
| 2017 | KBS  | KBS Drama Awards 2017                                     |
| 2018 | KBS  | Imortal Song 2, Shane Filan Episode                       |

## Những màn trình diễn tại King Of Mask Singer (2017):
| Tập | Ca khúc           | Bản gốc       | Tỉ số   | Đối thủ             |
| --- | ----------------- | ------------- | ------- | ------------------- |
| 105 | I Miss You        | Kim Bum Soo   | 58 - 41 | Minzy               |
| 106 | Atlantis Princess | BOA           | 60 - 39 | Lee Sang Woo        |
| 106 | Dear Love         | The One       | 58 - 41 | Lee Haeri (Davichi) |
| 108 | Do You Know       | Jo Sung Mo    | 66 - 33 | Park Sun Zoo        |
| 110 | Hug me            | Jung Jun Il   | 77 - 22 | Lee Se Joon         |
| 112 | Mona Lisa         | Cho Yong Pil  | 67 - 32 | Hwang Chi Yeol      |
| 114 | Breathe           | Lee Hi        | 76 - 23 | Park Hye Na         |
| 116 | Home              | Park Hyo Shin | 74 - 25 | John Park           |
| 118 | Day Day           | Bewhy         | 43 - 56 | Kim Jo Han          |

## Những màn trình diễn tại Begin Again (2020):
| Episode 6: | Ca khúc                    | Bản gốc         |
| ---------- | -------------------------- | --------------- |
|            | Hey, Hey, Hey              | 이결            |
|            | I Will Always Love You     | Whitney Houston |
|            | Can't Take My Eyes Off You | Frankie Valli   |